# Guachinche

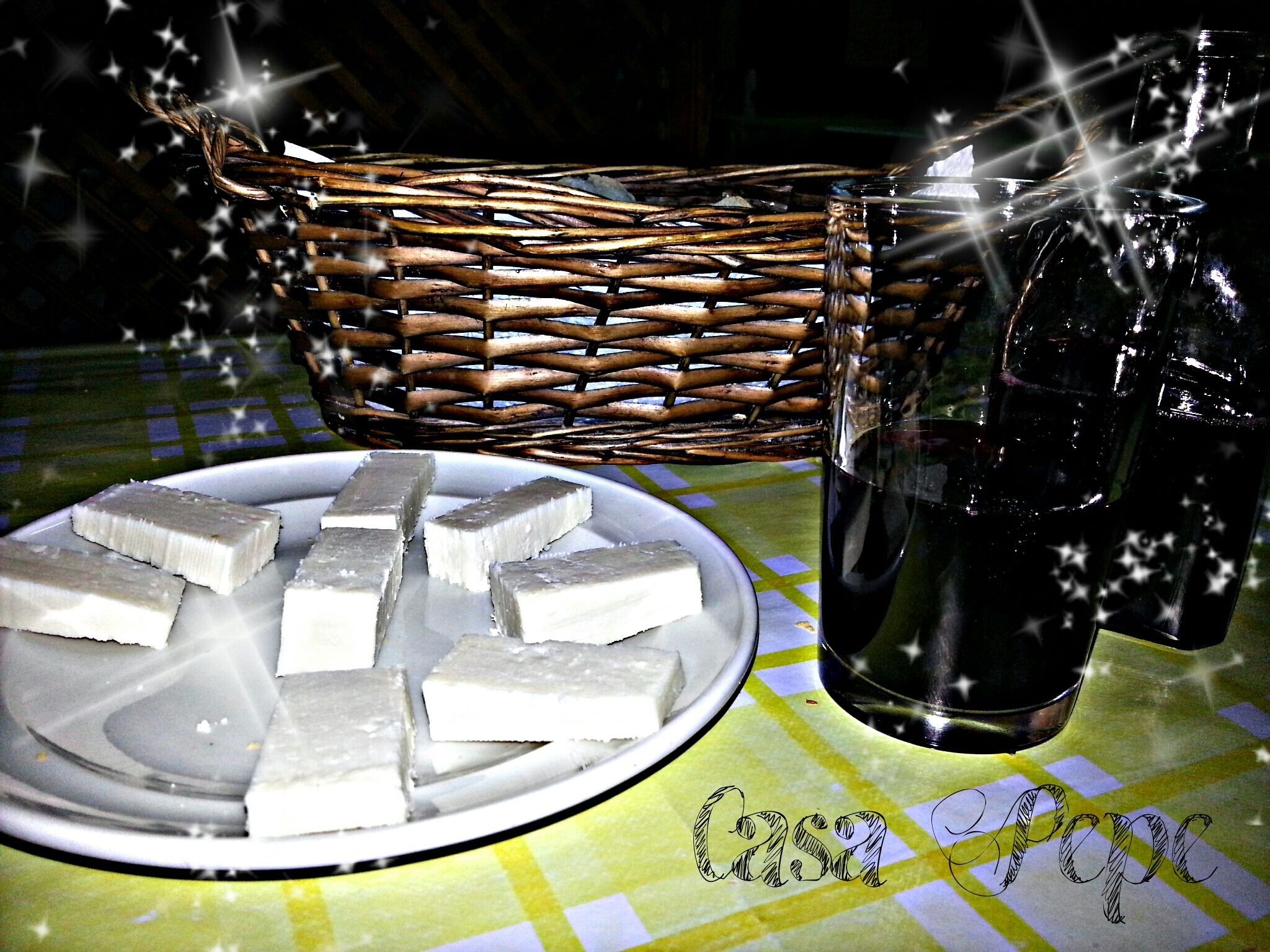
Guachinche en La Victoria de Acentejo (Tenerife).

Guachinche es un establecimiento propio de la zona norte de la isla española de Tenerife (Canarias), en el que se ofrece comida casera tradicional, como acompañamiento al vino de cosecha propia o de la zona. También es el sitio para comer preferido por excelencia para los tinerfeños.
En la actualidad existen también guachinches en otras zonas de la isla e incluso se han ampliado las fronteras de la isla y se han creado establecimientos similares en otras islas.
Además, el concepto de guachinche ha ido evolucionando y en la actualidad ofrecen mucha mayor variedad de platos y bebidas, aunque siguen manteniendo la esencia del guachinche tradicional al ofrecer platos típicos de canarias y vino del país.

## Historia
Estos establecimientos tienen su origen en los mercadillos que montaban muchos agricultores y ganaderos en determinadas fechas del año para vender sus productos (especialmente vino de malvasía) directamente al comprador inglés y posteriormente al consumidor local, pasando así por encima de los "intermediarios" (como a los que hace referencia una canción emblemática de Los Sabandeños).
La palabra bochinche, y su variante guachinche, se usa en el español de Canarias para aludir a un sitio o tienda de carácter popular donde se sirven comidas típicas y vino del país. Según el Diccionario histórico-etimológico del habla canaria, de Marcial Morera, procede del vocablo del occidente peninsular o del español americano bochinche (derivado de buche), que significa `taberna pobre'. Estas razones etimológicas explican la forma gráfica de la palabra bochinche, forma que es, además, la habitual en la tradición escrita de las Islas.
Los guachinches surgen al lado de una importante actividad vitivinícola de la Isla de Tenerife: especialmente en los municipios del norte, como Tacoronte, El Sauzal, Tegueste, La Matanza de Acentejo, La Victoria de Acentejo, Santa Úrsula, La Orotava, Los Realejos, Icod de los Vinos y donde también abundan populares ventas, casas de comidas o sencillos bares. También surgen en el Valle de Güímar, La resbala, en menor abundancia (Arafo, Candelaria y Güímar).

## Características
Desde mucho antes de que surgiera la primera Denominación de Origen para vinos canarios (Tacoronte-Acentejo), los guachinches se correspondían con una habitación de la casa familiar, donde la esposa del bodeguero ofrecía algunas tapas sacadas de la cocina familiar para acompañar a la perra de vino (el chateo), actividad que con el tiempo se ha ido profesionalizando.
Por encima de comodidades, el cliente del guachinche encontrará una cocina familiar y tradicional: guisos caseros, rotundos, como garbanzas con costillas, conejo en salmorejo, costillas con papas, costillas saladas con papas y piñas de millo, bubangos (calabacines) rellenos, papas con mojo, carne fiesta (cerdo adobado en cubitos), baifo (cabrito), churros de pescado (pescado rebozado), etc. En repostería destacan los hojaldres, la leche asada o el bienmesabe. También podemos disfrutar de los frutos tropicales como la manga, los plátanos, etc.
En los últimos años se había restringido la oferta gastronómica de los guachinches debido a las quejas y denuncias de los restaurantes y bares "legales", que se sentían perjudicados por la competencia, debido a que los guachinches normalmente no estaban regulados. Actualmente sí existe una normativa reguladora, por la que este tipo de locales abren sus puertas, en determinadas épocas del año, con la finalidad de dar salida a la cosecha de vino (en algunos suele ser desde noviembre hasta acabar con el vino; o desde abril...) y  tienen regulación en impuestos-sanidad por los ayuntamientos locales.
En 2013, por fin, se publicó el Decreto 83/2013, una regulación completa para los guachinches donde por fin el viticultor se vería amparado por una normativa legal, sin tener que sufrir lo que había venido sufriendo hace años. Este decreto vino a plantear que se debe garantizar que el vino comercializado en estos guachinches proceda de viñedos pertenecientes o explotados por la persona que ejerza la actividad, siendo elaborado por esta misma.
La oferta de bebidas se deberá limitar a vino de cosecha propia y agua, pudiéndose ofertar como acompañamiento un máximo de tres platos diferentes (además de encurtidos, frutos secos o fruta cultivada por la misma persona o procedente de la zona). Con respecto a los locales, la norma señala que deben formar parte de la vivienda, bodega o cualquier otra construcción vinculada a labores agrarias dentro de la propiedad, reuniendo las condiciones necesarias para servir comida anteriormente señaladas.
En la actualidad, se hace una diferenciación para todos aquellos establecimientos que se habían constituido como "guachinches" cuando, tras el Decreto, quedó claro que no lo eran: son los conocidos como "Guachinches Modernos", caracterizados por ofertar comida típica pero con una carta mucho más variada que la del guachinche tradicional, combinado con unos precios asequibles. No obstante, legalmente entrarían en la categoría de restaurantes.